# Схют, Йоханна
Йоханна "Анс" Букема-Схют (нидерл. Johanna "Ans" Boekema-Schut; род. 26 ноября 1944 года в Апелдорне, Нидерланды) — нидерландская конькобежка, чемпионка зимних Олимпийских игр 1968 года, призёр двух чемпионатов мира в классическом многоборье, бронзовая призёр чемпионата Европы, 5-кратная экс-рекордсменка мира на дистанциях 1500, 3000 м и в мини-комбинации, 4-кратная призёр чемпионата Нидерландов.

## Биография
Анс Схют начала профессионально кататься на коньках в возрасте 18 лет благодаря своему парню и будущему мужу. Он жил в Девентере, где в 1963 году открылся новый каток и куда пригласил её. В свободное время они посещали каток и были на льду все выходные. Благодаря её таланту уже в 1964 году она участвовала на Национальном чемпионате в многоборье, заняв 6-е место, а через год стала бронзовым призёром.
В январе 1967 года Анс вновь стала третьей на чемпионате Нидерландов и дебютировала в составе сборной на чемпионате мира в классическом многоборье, где заняла 5-е место. 1968 году стал для неё кульминационным. В конце января завоевала серебряную медаль на чемпионате мира в классическом многоборье в Хельсинки, уступив только своей соотечественнице Стин Кайсер. Через неделю в швейцарском Давосе она улучшила свой собственный мировой рекорд до 4:54,6 сек, что сделало её главной фавориткой.
На зимних Олимпийских играх в Гренобле 10 февраля 1968 года на дистанции 1500 м Анс заняла только 12-е место и сильно разочаровалась, ведь она была фаворитом. Однако через два дня в забеге на 3000 м стала олимпийской чемпионкой с результатом 4:56,20 сек, улучшив олимпийский рекорд. После олимпиады она установила мировой рекорд пять раз всего за три недели, в том числе три раза на дистанции 3000 м.
В 1969 году Анс вновь попала на подиум, выиграв бронзовую медаль на чемпионате мира в классическом многоборье в Гренобле. В 1970-м на своём дебютном чемпионате Европы в Херенвене завоевала бронзу в абсолютном зачёте. В феврале на спринтерском чемпионате мира заняла 6-е место, а на чемпионате мира в классическом многоборье финишировала 7-й.
Однако предолимпийский сезон 1970/1971 оказался для неё последним. После ряда падений на крупных турнирах, в том числе на чемпионате Европы, где заняла только 16-е место, она поставила точку в своей карьере. Последним крупным турниром был чемпионат мира в классическом многоборье, где она заняла 6-е место. В марте 1971 года она завершила карьеру спортсменки.

## Личная жизнь и семья
Анс Схют вышла замуж в 1971 году за Яквеса Букему, основателя "Nieuwsblad Stedendriehoek" и вместе со своими детьми Франком и Яквелиной руководила этой газетой. Её внук Як Букема, 2008 года рождения от третьего сына, также с 7 лет занимается конькобежным спортом и в 15 лет выиграл на юниорском чемпионате Нидерландов. Сюзанне ван Бюйсен, мать Яка, также в 2005 году участвовала в юниорских соревнованиях и отец Робберт тоже был неплохим спортсменом. Несколько лет спустя появилась внучка Харлей, которая также увлеклась катанием на коньках. В сезоне 2023/24 она уже выигрывала турнир голландских школьников.